# Vizzavona (traghetto)
Il Vizzavona è un traghetto appartenente alla compagnia di navigazione italiana Grimaldi Lines ed in noleggio a lungo termine alla Corsica Linea.

## Caratteristiche
Lungo 188 m e largo 28,70 m, è in grado di trasportare un massimo di 800 passeggeri e 2.500 metri lineari di carico merci.
Il traghetto, spinto da quattro motori diesel Sulzer 8ZAL40S, generanti una potenza complessiva di 23050 kW, è in grado di raggiungere una velocità massima di 22 nodi. È inoltre dotato di due eliche bow thruster e di uno stabilizzatore con pinne pieghevoli. 
Il traghetto dispone di un bar e di un ristorante self-service situato al ponte 7. Durante la sua chiusura tecnica nel 2019, la decorazione degli interni viene modernizzata e viene aggiunto un ristorante à la carte. Inoltre, dispone di 191 cabine con bagno in camera sui ponti, divise tra i ponti 8 e 9. 

## Ordine
Ordinato il 6 ottobre 1995 insieme al gemello  Finnclipper dalla Stena Line al cantiere navale spagnolo Astilleros Españoles di Puerto Real, tuttavia, il 25 giugno 1997 l'ordine dei due traghetti viene ceduto alla Finnlines.

## Servizio
Varato il 18 aprile 1998 nel cantiere navale Astilleros Españoles di Puerto Real e consegnato il 5 ottobre 1999 alla Finnlines, prende servizio il 1º novembre successivo nei collegamenti tra Naantali e Kappelskär.
L'11 gennaio 2002 viene trasferito alla controllata Finnlink, continuando ad operare sulla stessa rotta.
Nel luglio del 2005 viene sottoposto ad una rimotorizzazione parziale a Kappelskär.
Il 14 novembre 2007 viene trasferito alla Finnlines.
Il 15 aprile 2009 viene trasferito nei collegamenti tra Malmö e Travemünde.
Il 30 marzo 2011 viene trasferito nei collegamenti tra Helsinki e Travemünde, fino al 14 marzo, quando viene spostato sulla Naantali Kappelskär.
Il 2 settembre 2011 viene trasferito nei collegamenti tra Turku e Travemünde, fino al 4 settembre, quando torna in servizio sulla Malmö-Travemünde.
Il 4 ottobre 2012 prende servizio nei collegamenti tra Rostock ed Helsinki.
Il 9 ottobre 2012, durante lo sbarco a Rostock, un rimorchio cade parzialmente dal traghetto, bloccando per ore lo svolgimento delle operazioni.
Il 13 novembre 2012 prende servizio nei collegamenti tra Naantali e Kappelskär.
Dal 1º ottobre 2013 scala durante la settimana anche a Långnäs.

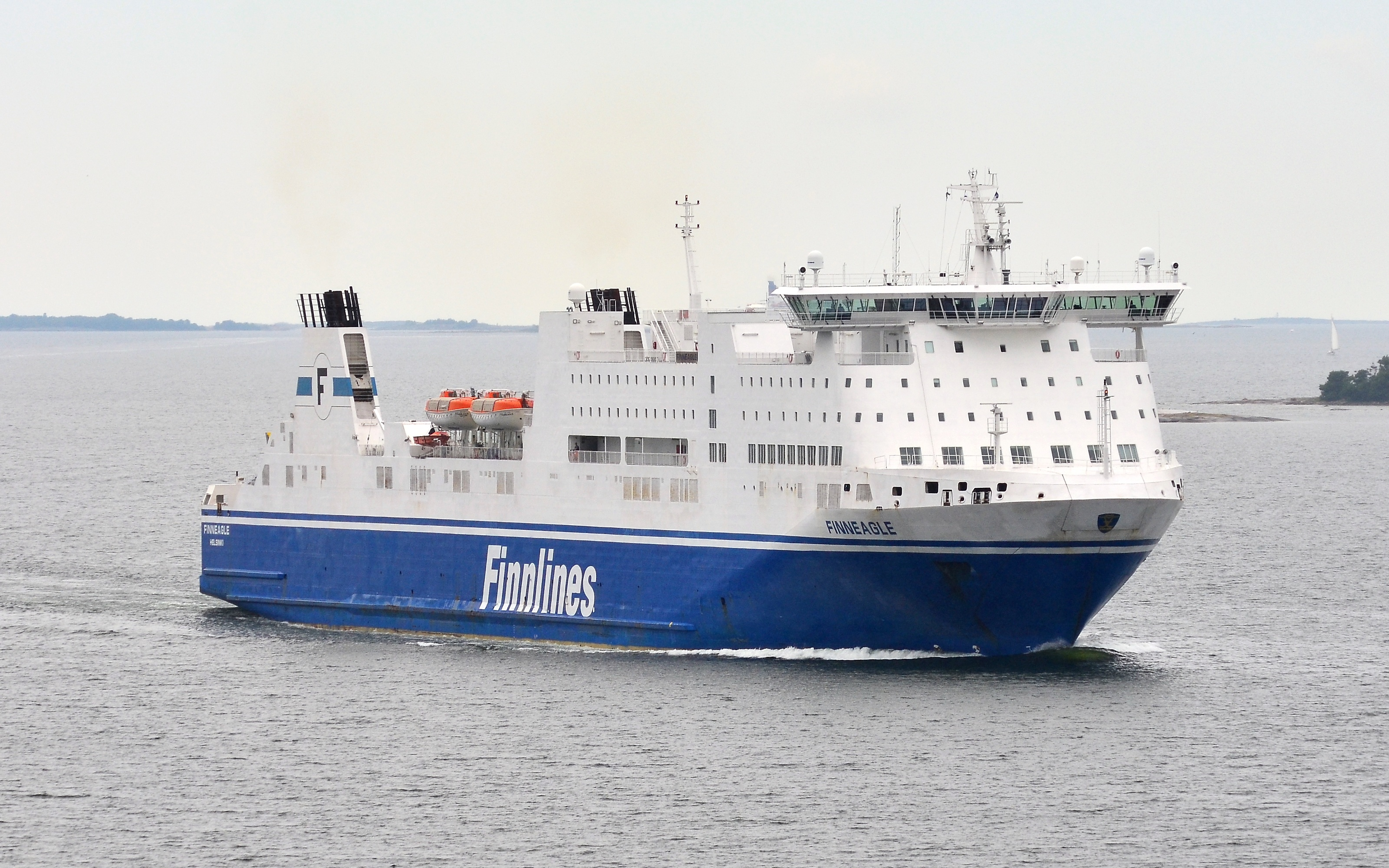
Il Finneagle in navigazione nel 2013.

Il 12 giugno 2014 si incaglia al largo di Kappelskär, riuscendo tuttavia a liberarsi con la propria propulsione dopo poco tempo.
Il 15 agosto 2015 viene trasferito nei collegamenti tra Hanko e Rostock.
Da settembre 2015 torna in servizio nei collegamenti tra Malmö e Travemünde.
Dal 19 ottobre all'8 novembre 2015 opera sulla Naantali-Långnäs-Kappelskär. Il giorno stesso viene noleggiato alla Grimaldi Lines e salpa per Rauma.
Il 22 novembre 2015 giunge a Salerno e due giorni dopo prende servizio nei collegamenti tra Salerno e Catania.
Il 5 gennaio 2016 fa ritorno a Rostock e l'11 gennaio prende servizio nei collegamenti tra Hanko e Gdynia.
Il 2 febbraio 2016 viene trasferito nei collegamenti tra Naantali, Långnäs e Kappelskär.
Il 7 luglio 2016 salpa per Tangeri Med, dove giunge il 15 luglio. Dal giorno successivo al 7 ottobre opera nei collegamenti tra Tangeri Med e Barcellona sotto le insegne della Grimaldi Lines. Il 17 ottobre torna regolarmente in servizio per Finnlines sulla Naantali-Långnäs-Kappelskär.
Nel marzo 2017 viene sottoposto a lavori di ristrutturazione in cantiere a Danzica, durante i quali vengono nel fumaiolo gli scrubber (dispositivi per la depurazione dei fumi) al fine di adeguarsi ai nuovi standard ecologici vigenti nel Mar Baltico.
Il 2 giugno 2017 torna in servizio per Grimaldi Lines e prende servizio nei collegamenti tra Savona, Barcellona e Tangeri Med. Terminato il noleggio, torna in cantiere a Danzica per ulteriori lavori di ristrutturazione.
Il 4 ottobre 2017 viene definito trasferito alla Grimaldi Lines e, ribattezzato Euroferry Corfù il 10 ottobre, giunge il 28 ottobre a Savona. Il 4 novembre torna in servizio nei collegamenti tra Savona, Barcellona e Tangeri Med.
Il 7 dicembre 2017 viene trasferito sulla Brindisi-Igoumenitsa-Patrasso.
Nell'aprile del 2018 viene noleggiato per 5 anni alla Corsica Linea ed il 24 maggio giunge a Marsiglia, dove viene ribattezzato sei giorni dopo Vizzavona.
Il 4 giugno salpa per Ajaccio, dove viene inaugurato dalla presidenza della compagnia e dal ministro dell'Economia francese Bruno Le Maire. 
Nei giorni successivi, prima di prendere servizio, viene utilizzato per traghettare veicoli a noleggio a Bastia. 
Il 12 giugno 2018 prende servizio nei collegamenti tra Marsiglia ed Ajaccio.
Il 20 giugno viene trasferito nei collegamenti tra Marsiglia e Béjaïa., continuando saltuariamente ad operare per il trasporto di veicoli a noleggio tra Marsiglia, Bastia e Ajaccio
Il 13 luglio 2018 prende servizio nei collegamenti tra Marsiglia e Porto Torres. 
Nell'ottobre del 2018 viene noleggiato alla Marine nationale per trasportare truppe ed equipaggiamenti francesi in Norvegia come parte di un'esercitazione NATO, il Trident Juncture 18. 
Il 9 ottobre salpa da Marsiglia per La Rochelle, dove carica l'equipaggiamento militare. Il 20 ottobre giunge a Fredrikstad, 
Il 15 novembre, al termine dell'esercitazione, lascia la Norvegia ed il 18 ottobre giunge nuovamente a La Rochelle per sbarcare il contingente militare. Il giorno successivo salpa per Marsiglia, dove giunge il 24 novembre.
Successivamente, torna regolarmente in servizio in sostituzione del Danielle Casanova nei collegamenti tra Algeri, Marsiglia e Tunisi. 
Tra maggio e giugno 2019 viene sottoposto a lavori di ristrutturazione in cantiere a Biserta. Il suo ritorno in servizio è stato tuttavia posticipato a causa degli scioperi indetti dai sindacati de La Méridionale, che hanno bloccato il porto di Marsiglia e tre traghetti Corsica Linea.
Dal 21 al 27 giugno opera quindi nei collegamenti tra Corsica, Tolone, Algeria e Tunisia in sostituzione delle unità bloccate a Marsiglia. Dal 27 giugno torna ad operare soltanto nei collegamenti tra Marsiglia ed il Maghreb.
Il 1º ottobre 2019 viene trasferito in pianta stabile nei collegamenti tra Marsiglia e Bastia, Ajaccio, Porto Vecchio e Propriano, dove opera tutt'oggi.
Il 29 marzo 2023, a causa dello sciopero nazionale in Francia che ha coinvolto anche il porto di Marsiglia, fa scalo a Livorno per operazioni di bunkeraggio, ripartendo poi per Bastia poche ore dopo.

## Navi gemelle
- Ciudad de Soller (ex Igoumenitsa e Finnclipper)
- Stena Germanica
- Finnfellow (ex Stena Britannica)